# الساق على الساق (رواية)
الساق على الساق هي رواية لأحمد فارس الشدياق، أحد مؤسسي الأدب العربي الحديث. تتحدث الرواية بالتفصيل عن حياة الفرياق، كتعبير عن أنا المؤلف، وتقدم شرحًا للقضايا الفكرية والاجتماعية، وتوصف بأنها دائمًا مبهرة ومضحكة في كثير من الأحيان، كما تعتبر أروع الروايات العربية وأكثرها إضحاكًا وإثارةً للدهشة. تل الرواية كتابًا غير قابل للتصنيف. نُشرت الرواية في الأصل عام 1855 باللغة العربية في باريس. وترجم همفري تي ديفيز الرواية للإنجليزية في عام 2014، ونشرتها مطبعة جامعة نيويورك.

## تاريخ
نُشر الكتاب لأول مرة باللغة العربية عام 1855م في فرنسا. لم ينشرها المؤلف في وطنه لبنان، ربما بسبب تعليقات الكتاب على الدين.